# 十試水上観測機
十試水上観測機（じゅうしすいじょうかんそくき）は、愛知航空機と三菱重工業が大日本帝国海軍向けに試作した水上観測機（偵察機）。三菱が試作した機体は、昭和15年（1940年）に零式観測機として正式採用された。ここでは、愛知航空機製作の機体（略符号はF1A）について述べる。性能的には三菱機を上回る部分もあったが、機体構造が海軍の意向に沿わず不採用となった。

## 概要
海軍は1934年（昭和9年）10月に、短距離偵察と弾着観測を主任務として、高い空戦能力を持つ複座水上偵察機の試作を愛知、三菱、川西航空機に内示し、翌1935年（昭和10年）3月に「十試水上観測機」の名称で、正式な試作指示が川西を除く愛知と三菱へ下された。愛知では三木鉄夫技師を設計主務者として、全金属製の胴体に木製骨組合板張りの主翼と単フロートを持つ、洗練された機体の複葉機を作成し審査に臨むこととした。その設計は、可変ピッチ・プロペラや昇降舵連動式空戦フラップを採用し、胴体には沈頭鋲を使用、部品数を削減し機体構造の簡略化を計るなど、当時の最先端の技術を駆使した意欲作であった。エンジンは愛知機・三菱機ともに中島「光一型」を搭載していた。試作一号機は1936年（昭和11年）6月に、試作二号機は同年9月に完成した。なお、試作二号機は陸上基地での運用を考慮した車輪付の陸上型となっており、海軍領収前の愛知による試験飛行中に、ドウティー式車輪の実験的採用を始めとする各種の改装を受けている。
三菱機との審査の結果は、両機とも甲乙つけ難い成績だった。空戦性能ではやや三菱機が勝ったものの、速度性能では愛知機が三菱機を25 km/h以上も上回っていた。そのため審査は予想以上に長引いたが、主翼構造が木製である（外皮は厚めの合板で防水加工はされていた）ため、水上機の構造としては変形、腐食の危険性が高いことを海軍は問題視した。加えて、審査の間に三菱機は改良を重ね、エンジンを三菱「瑞星一三型」に換装した結果、速度、運動性とも飛躍的に向上し、愛知機より性能が全般的に上回るようになった。これらのことから海軍は三菱機の採用を決定し、愛知機は不採用となった。

## スペック（試作一号機）
- 全長： 9.30 m
- 全幅： 11.00 m
- 全高： 4.10 m
- 主翼面積：28.00 m2
- 自重：1,400 kg
- 全備重量： 2,100 kg
- エンジン： 中島 光一型 空冷星型9気筒（最大820 hp） × 1
- 最大速度： 394 km/h
- 航続距離：1,450 km（8.5時間）
- 実用上昇限度：9,275 m
- 上昇率： 3,000 m/4'26"
- 武装：
  - 7.7mm固定機銃（機首） × 2
  - 7.7mm旋回機銃（後方） × 1
- 乗員： 2名